# Operación Camaleón
Operación Camaleón fue una operación militar del Ejército Nacional de Colombia, llevada a cabo el 13 y 14 de junio de 2010 cuyo objetivo fue el rescate de cuatro secuestrados en poder de la guerrilla de las Fuerzas Armadas Revolucionarias de Colombia. Los rescatados fueron, de la Policía Nacional de Colombia: el General Luis Mendieta, el Coronel Enrique Murillo, y el Coronel William Donato; y del Ejército de Colombia el Sargento Arbey Delgado. La operación se llevó a cabo en al sureste de la población de Calamar, una zona selvática donde nace el río Inírida, en el departamento de Guaviare, a 28 kilómetros de distancia de donde tuvo lugar la Operación Jaque que rescató a otros 15 secuestrados en el 2008.
Tras el éxito de la operación el gobierno colombiano anunció que recompensaría con $2.500 millones de pesos (Aprox. $1 millón de dólares) a quienes dieron la información que contribuyó a que se llevara a cabo la operación.
Sectores de la oposición al gobierno del presidente colombiano Álvaro Uribe, aseguraron que la Operación Camaleón fue pensada para influenciar la segunda vuelta presidencial, lo cual fue desmentido por el mismo Uribe.

## Planeación
La Operación Camaleón comenzó a concretarse a principios de marzo de 2010, con base en informes de la inteligencia militar y contó con la participación de 300 hombres de la Fuerza Pública. Un guerrillero capturado por las tropas, identificado con el alias de ‘Marcos Parrilla’, quien luego se desmovilizó, entregó importante información para realizar la operación. Según el comandante de las Fuerzas Militares, general Freddy Padilla, la operación se había planeado para 15 días y duró 8 días, con 36 horas críticas, de muy alto riesgo.
Fueron cuatro meses de planeación, 36 horas arrastrados al piso entre la tupida selva, y 25 minutos de cruce de disparos que no dejó muertos ni heridos.
La clave de todo el trabajo partía del material que se había procesado desde el 2007, con la fuga del intendente de la Policía Jhon Frank Pinchao, luego las liberaciones unilaterales de las FARC y por último, el rescate de los 15 secuestrados en la Operación Jaque. A esto se sumó el trabajo técnico. Un hombre estuvo sin descanso escaneando y descifrando comunicaciones de la guerrilla. Era claro, las FARC mantenían a los retenidos en la misma zona: una triangulación entre el corregimiento La Paz, la cabecera municipal de Calamar y el río Inírida, en el Guaviare, en una área de más de 100 extensos kilómetros de selva tupida, impenetrables en muchos tramos, y con fauna y flora salvaje.

## Operación de Rescate

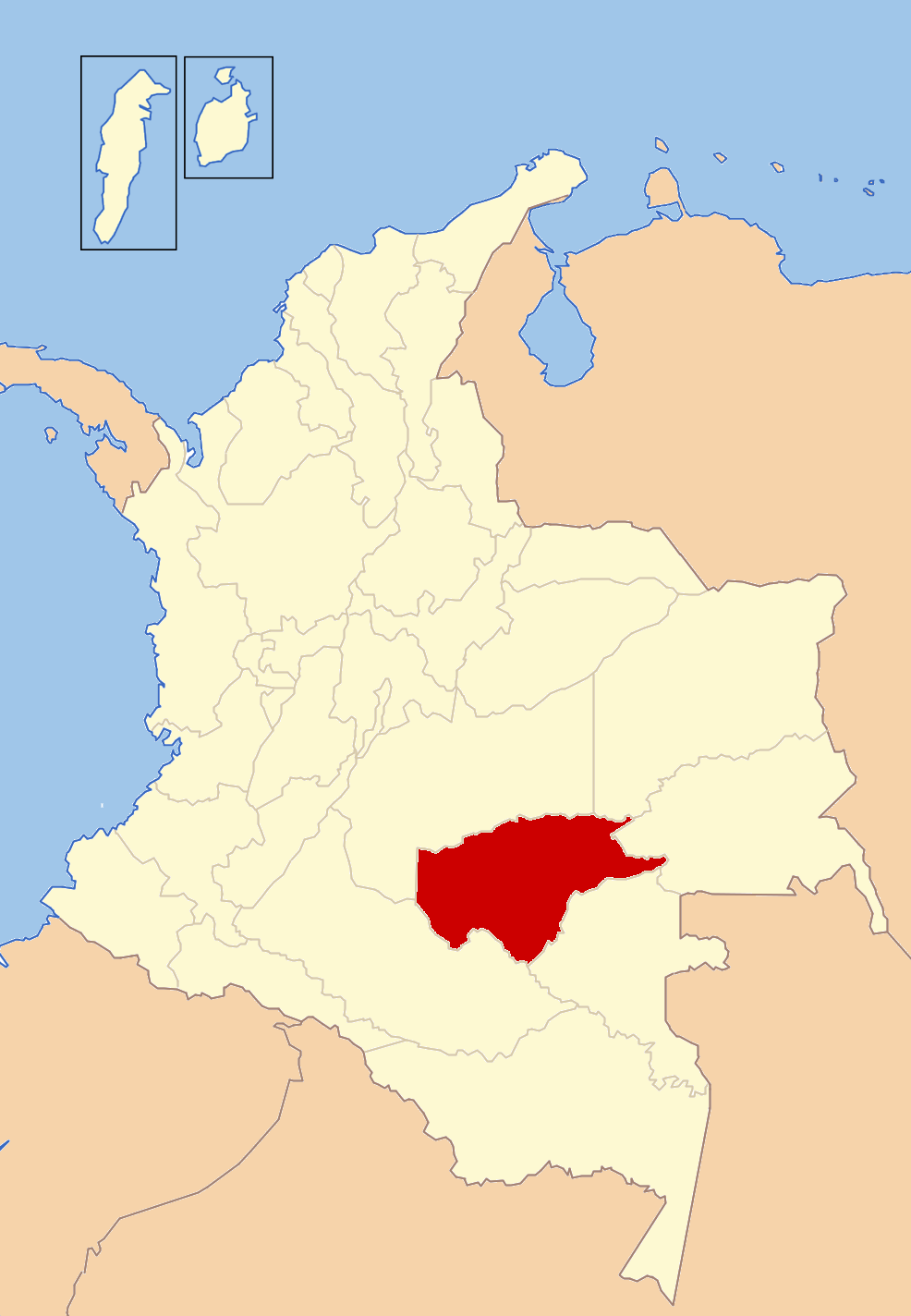
El departamento del Guaviare, en rojo, fue la zona de las operaciones.

Una vez iniciado el operativo, los comandos del CCOES tuvieron que descender a rapel desde helicópteros, en una zona distante 4 kilómetros del sitio en el cual se encontraba el campamento. De allí avanzaron un kilómetro hasta llegar a un río, pero el cruce de este cauce demoró todo un día, para evitar ser detectados por los guardias guerrilleros del campamento. El recorrido de los 3 kilómetros restantes para llegar al escondite de las FARC tuvieron que hacerlo los hombres del Ejército pegados al suelo, arrastrándose por la tupida e inhóspita selva. Esto les tomó toda una noche y la mañana siguiente. Una vez avistado el campamento, los comandos del Ejército atacaron a los guerrilleros cuando se disponían a almorzar.
Los primeros en ser rescatados el 13 de junio fueron el general Mendieta y el coronel Murillo, plagiados el 31 de octubre de 1998 durante la toma guerrillera en el municipio colombiano de Mitú, departamento del Vaupés, luego fue rescatado William Donato. Durante los combates, los secuestrados se separaron, unos por un lado y William Donato huyó en medio del cruce de balas y se escondió en la manigua. Donato fue encontrado al día siguiente, lunes 14 de junio, hacia las 7:15 a. m. (UTC-5).
Mientras la operación se llevaba a cabo y tres de los cuatro secuestrados eran rescatados, el presidente Álvaro Uribe anunció sobre la liberación a la opinión pública durante un consejo comunal en la ciudad de Quibdó. Pasado el mediodía, la transmisión televisada del partido de fútbol entre las selecciones de Alemania y Australia, en Sudáfrica, fue interrumpida para dar paso al presidente Uribe quien presidía el Consejo Comunitario número 296 de sus ocho años de gobierno (2002-2010). "Se está combatiendo en las selvas del Guaviare para sacarlos ilesos, ambos están en poder de nuestras fuerzas".
Los rescatados y los soldados fueron extraídos de la zona por helicópteros. Luego abordaron un avión que los llevó a la base aérea de CATAM en Bogotá, donde fueron recibidos por los ex secuestrados Gloria Polanco, Consuelo González y Orlando Beltrán. Todos estuvieron en la recepción que les ofrecieron los altos mandos militares tras el regreso a la libertad. Tras el breve recibimiento los rescatados fueron llevados al Hospital Militar Central donde se les realizó una valoración médica.

### Rescatados
- Luis Mendieta. Secuestrado en la Toma de Mitú el 31 de octubre de 1998.
- Enrique Murillo. Secuestrado en la Toma de Mitú el 31 de octubre de 1998.
- William Donato. Secuestrado en la Toma de Miraflores el 3 de agosto de 1998.
- Arbey Delgado. Secuestrado en la Toma de Miraflores el 3 de agosto de 1998.

## Reacción Internacional
- El embajador de Estados Unidos en Colombia, William Brownfield, reveló que el Gobierno de su país compartió informes de inteligencia para el rescate militar de los cuatro uniformados retenidos por las FARC. Brownfield dijo que "esta operación, al igual que la operación Jaque, son concepto colombiano, un plan colombiano y una operación colombiana. No es ninguna sorpresa que el gobierno de los Estados Unidos y el gobierno colombiano se colaboren en cuestiones de inteligencia desde hace más de 10 años".[6] El embajador Brownfield le envió una misiva, a Gabriel Silva ministro de defensa colombiano, de "felicitación y congratulaciones", por la Operación Camaleón, a la que calificó de "magnífica y sensacional".[11]